# 요베스 온디에키
요베스 온디에키(Yobes Ondieki, 1961년 2월 21일 ~ )는 1991년 세계 육상 선수권 대회 5000m 경기에서 금메달을 획득한 케냐의 장거리달리기 선수이다. 그는 1988년과 1992년 하계 올림픽 참가하여 결승전에 진출하였지만 메달을 따지 못했다.

## 생애
니안자 주 키시에서 태어난 온디에키는 아이오와 주립 대학교에서 수학하면서 4개의 빅에이트 타이틀을 우승하였는 데, 그 중의 3개는 크로스컨트리 달리기였다. 그는 대학에서 6번이나 올아메리카 영예를 받았다. NCAA 타이틀을 우승한 적이 없어도 그는 가까운 순위에 들었는 데, 3회의 NCAA 준우승 명예와 3회의 3위 지위를 얻었다. NCAA 선수권을 제외하고, 1983년과 1984년 시즌 동안에 모든 크로스컨트리를 우승하였다.
온디에키는 자신의 요구적 훈련기와 높은 걸음에서 끊임없이 달리는 자신의 능력으로 알려졌다. 하지만, 바르셀로나 올림픽 5000m 결승전에서 자신의 상대들에 의하여 착취된 약점인 완료 차기를 부족히 하였다. 1993년 온디에키는 7월 10일 오슬로에서 열린 비슬레트 경기에서 10000m를 26분 58.38초로 달릴 때 27분 장벽을 깬 첫 육상 선수가 되었다. 그의 시간은 5일 전에 스톡홀름에서 9초 이상에 의하여 리처드 첼리모가 세운 마크를 깼다.
1989년부터 1993년까지 온디에키는 1991년 자신의 랭킹 1위에 오면서 트랙 앤드 필드 뉴스에 의하여 5000m에서 톱 5에 들어왔다. 1993년 트랙 앤드 필드 뉴스는 그를 10000m에서 세계 1위에 놓았다.
온디에키는 오스트레일리아의 마라톤 선수 리사 마틴과 결혼하였으나, 현재 이혼하였다.